# Веленін-Кольонія
Веленін-Кольонія (пол. Wielenin-Kolonia) — село в Польщі, у гміні Унеюв Поддембицького повіту Лодзинського воєводства.
Населення — 245 осіб (2011).
У 1975-1998 роках село належало до Конінського воєводства.

## Демографія
Демографічна структура станом на 31 березня 2011 року:
|          | Загалом | Допрацездатний вік | Працездатний вік | Постпрацездатний вік |
| -------- | ------- | ------------------ | ---------------- | -------------------- |
| Чоловіки | 117     | 26                 | 81               | 10                   |
| Жінки    | 128     | 27                 | 70               | 31                   |
| Разом    | 245     | 53                 | 151              | 41                   |